# Moldovița, Caraș-Severin
Moldovița (1924: Carlsdorf) este o localitate componentă a orașului Moldova Nouă din județul Caraș-Severin, Banat, România.